# Казмири
Казмири (укр. Казмірі) — село в Радивиловской городской общине Дубенского района Ровненской области Украины.
До 2020 года входило в Радивиловский район.
Население по переписи 2001 года составляло 121 человек. Почтовый индекс — 35552. Телефонный код — 3633.